# Svätý Jur
Svätý Jur (Hongaars:Szentgyörgy; Duits: Sankt-Georgen) is een Slowaakse gemeente in de regio Bratislava, en maakt deel uit van het district Pezinok. Svätý Jur telt 4929 inwoners. In het dorp staat een kasteel dat vroeger eigendom was van de adellijke familie Szentgyörgyi, deze familie is trouwens naar het dorp vernoemd.
De plaats werd in 1209 voor het eerst genoemd en is in de loop van de 21e eeuw sterk gegroeid. In 2001 had Svätý Jur 4614 inwoners, in 2019 waren het er 5949. De plaats is bekend als centrum van wijnbouw en ligt slechts enkele kilometers van de stadsgrens van Bratislava.